# キリ島
座標: 北緯5度38分36秒 東経169度7分24秒 / 北緯5.64333度 東経169.12333度
キリ島(Kili Island)は、太平洋にあるマーシャル諸島共和国領の島。ラリック列島の島の一つで北緯5度37分、東経169度7分に位置し、面積は0.93 km2である。

## 概要
キリ島にはラグーンやリーフはない。一年のうち4ヶ月は海が荒れているため船で近づくことができない。
島の海抜は平均2m程度で、地球温暖化による海面上昇の影響を受ける。2100年頃には居住不可能になることが推測されている。既に、2015年には大規模な高潮があり、島の面積の9割が冠水する出来事も生じた。

## 歴史
1948年11月2日にアメリカ政府が核実験のためビキニ環礁の島民を移住させるまではキリ島は無人であった。
強制的な移住の代償としてビキニ移住信託基金が積み立てられて、島民の生活が保証されてきた。マーシャル諸島の住民の中には、キリ島の人々は核実験の補償のおかげで、金銭的な心配がないと認識が広がった。信託基金は、2016年の時点で7000万ドルの残高があったが、8年前に発足した政権が4年間ですべてを使い果たした。この結果、島の発電所が止まり停電が続いた。2024年に新政権が緊急事態を呼びかけ、資金を確保することで再稼働させることができた。

## 経済
主要な農産物はコプラである。